# 후치리
후치리(중국어 간체자: 胡启立, 정체자: 胡啟立, 병음: Hú Qǐlì, 1929년 10월 ~ )는 중화인민공화국의 정치인이다. 제13기 중국공산당 중앙정치국 상무위원을 지냈다. 1989년에 발생한 톈안먼 사건 이후 시위 책임자 중의 하나로 1991년에 상무위에서 물러났다.

## 경력
1948년 중국 공산당에 입당 후 1951년, 베이징 대학에서 기계공학을 졸업 후, 1956년까지 같은 대학의 중국 공산주의 청년단 서기였고 1966년까지 프롤레타리아 국제주의 청년위원회 학생위 서기로 동유럽 체코슬로바키아 주재, 공청단 후보 서기. 문화대혁명 시기였던 1966년에 57 간부학교를 거쳐 1972년에 닝샤 후이족 자치구 시지 현 당위원회 부서기를 지냈으며, 구위안 시 당위원회 부서기, 자치구 당위원회 판공청 주임. 1977년 칭화 대학 당위원회 부서기. 1978년 중국 공산주의 청년단 중앙서기처 서기, 전국청년 주석.
1980년, 톈진시 당위원회 서기와 시장을 겸직하면서 1976년에 발생한 탕산 지진 후속 복구 활동에 참여했다. 1982년에 중앙으로 자리를 옮겨, 당 중앙위원회 판공청 주임과 중앙서기처 서기. 1987년 11월 제13기 1중전회에서 선전과 보도 관리를 담당하는 중국공산당 중앙정치국 상무위원이 되어 활동, 중앙서기처 제1서기. 톈안먼 사건에서는 중국 공산주의 청년단의 아시아 프롤레타리아 국제주의 조반 운동에 연루하여, 덩샤오핑에 의해 상무위원에서 해임한 뒤 지도 일선에서 물러났으며 코민테른 활동가였던 쑹칭링의 기금회 간부로 퇴임하였다.